# Channagiri
Channagiri (Kannada: ಚನ್ನಗಿರಿ) ist eine ca. 23.000 Einwohner zählende Stadt im Distrikt Davanagere im südwestindischen Bundesstaat Karnataka.

## Lage
Channagiri liegt nahe dem geografischen Zentrum Karnatakas in einer Höhe von ca. 685 m ü. d. M.; die Distriktshauptstadt Davanagere befindet sich ca. 60 km (Fahrtstrecke) nördlich. Wegen der Höhenlage ist das Klima für indische Verhältnisse eher gemäßigt; Regen fällt hauptsächlich während der Monsunmonate Mai bis Oktober.

## Bevölkerung
Offizielle Bevölkerungsstatistiken werden erst seit 1991 geführt und veröffentlicht.
| Jahr      | 1991   | 2001   | 2011   |
| Einwohner | 14.135 | 18.512 | 21.313 |

Ca. 61,5 % der mehrheitlich Kannada sprechenden Bevölkerung sind Hindus und etwa 38 % sind Moslems; andere Religionen (Jains, Sikhs, Buddhisten, Christen etc.) bilden zahlenmäßig kleine Minderheiten. Der männliche Bevölkerungsanteil ist ca. 3 % höher als der weibliche.

## Wirtschaft

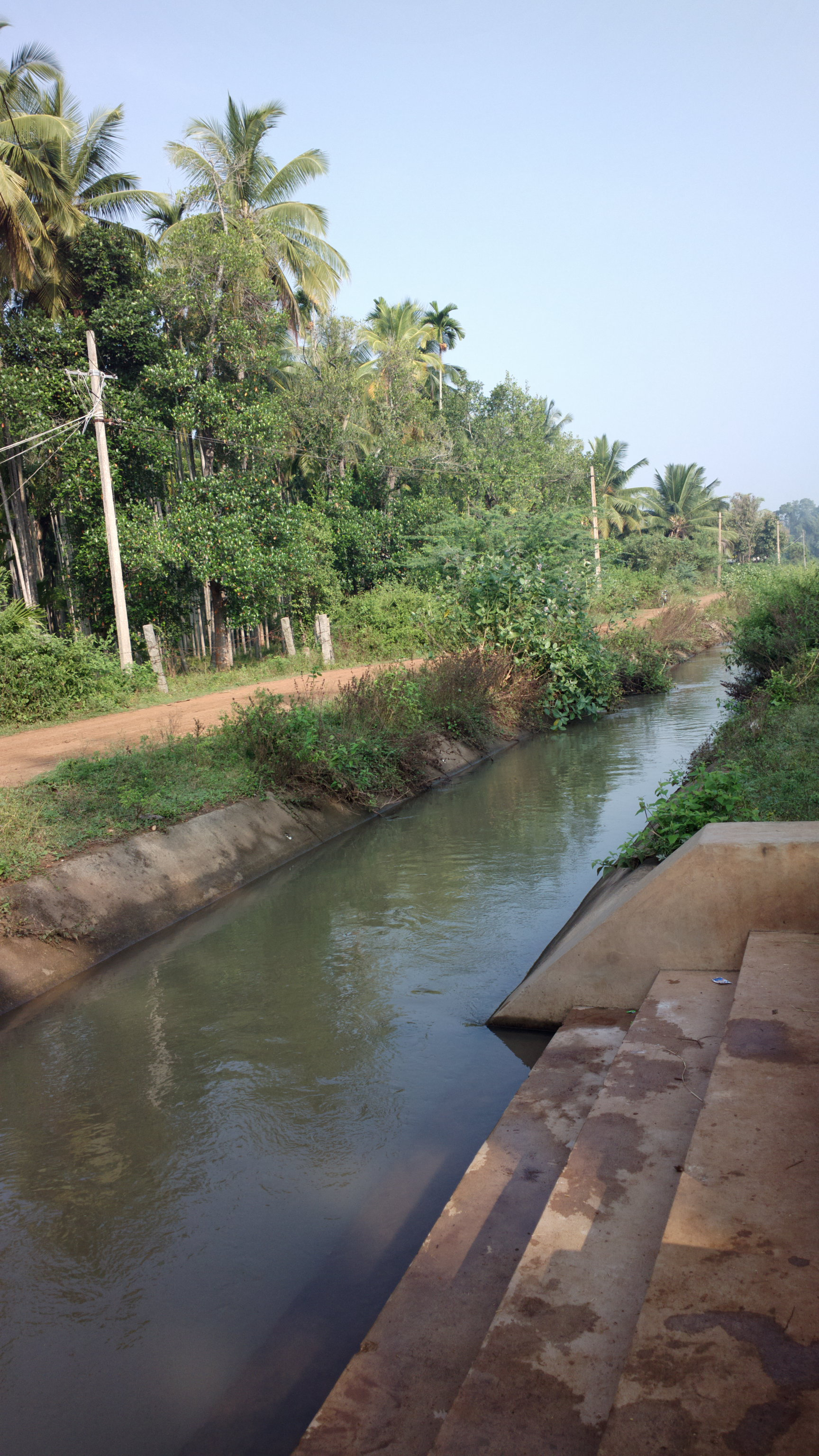
Bewässerungskanal bei Channagiri

Die Einwohner von Channagiri leben überwiegend als Handwerker, Kleinhändler und Kleindienstleister bzw. Tagelöhner. Auf den Feldern der Umgebung werden hauptsächlich Weizen, Linsen und Kichererbsen angebaut, aber auch Kokos- und Betelnusspalmen spielen wichtige Rollen im Wirtschaftsleben der Region.

## Geschichte
Channagiri gehörte zum Rashtrakuta-, später dann zum Chalukya- und Hoysala-Reich. Im 15. und in der ersten Hälfte des 16. Jahrhunderts war die Gegend Teil des Vijayanagar-Reiches, im Jahr 1690 kam sie unter die Kontrolle des Fürstenstaates von Mysore, dessen Herrschaft jedoch in der zweiten Hälfte des 18. Jahrhunderts durch Hyder Ali (reg. 1761–1782) und seinen Sohn Tipu Sultan (reg. 1782–1799) unterbrochen wurde. Danach spielten die Briten bis zur Unabhängigkeit (1947) die dominierende militärische und wirtschaftliche Rolle in Südindien.

## Sehenswürdigkeiten
Oberhalb der Stadt befindet sich die Ruine einer Festungsanlage (fort) aus dem 18. Jahrhundert; hier steht auch ein Ranganatha-Tempel. Ca. 12 km nördlich der Stadt befindet sich der knapp 27 km² große Shanthi Sagara, ein bereits im Mittelalter entstandener Stausee für Bewässerungszwecke.